# Schloss Ebenhausen

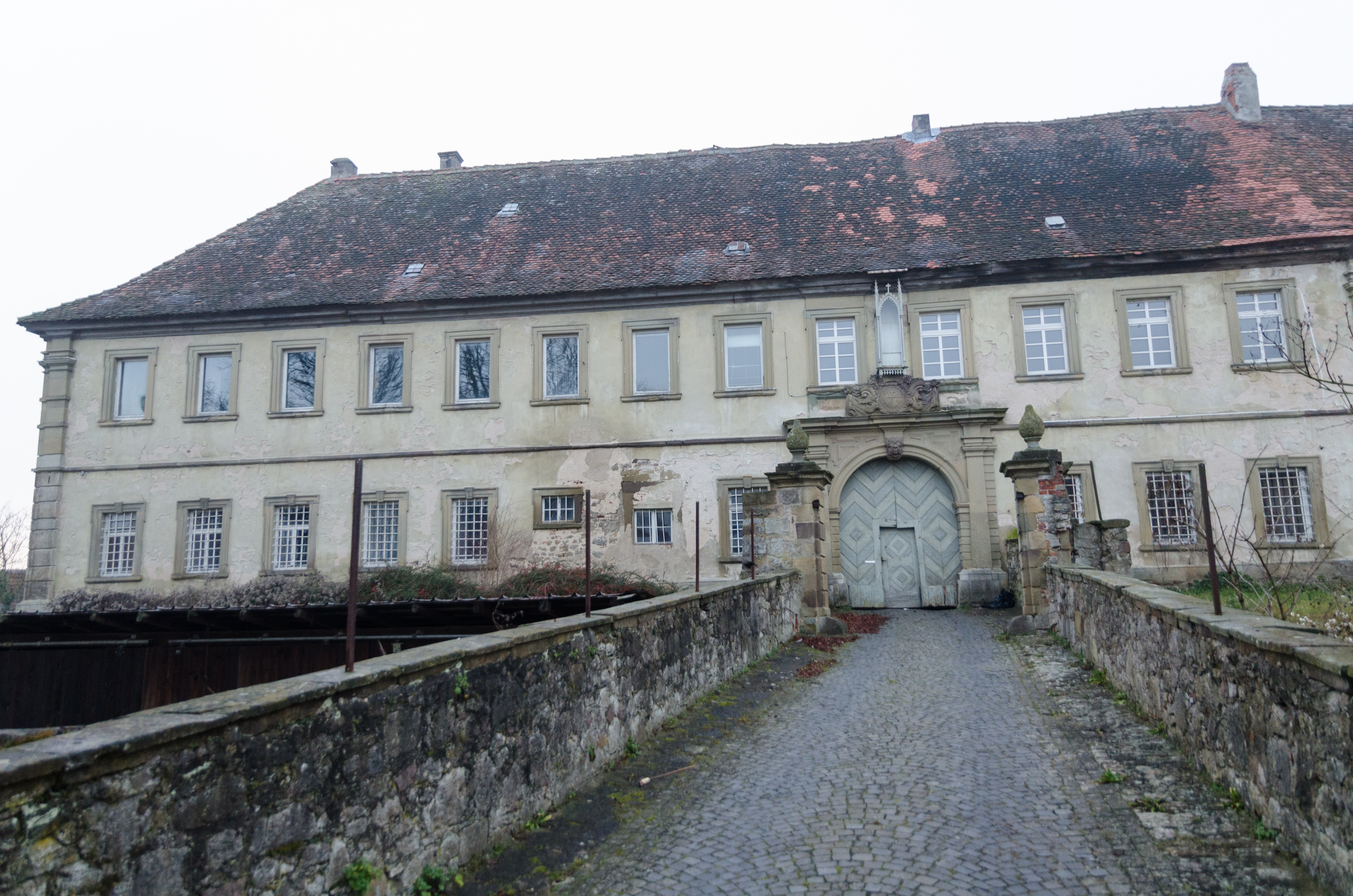
Schloss Ebenhausen, östlicher Hauptflügel. Unter Fürstbischof Johann Philipp II. von Greiffenclau, dessen Wappen über der Einfahrt angebracht ist, 1709/1710 durch Hofbaumeister Joseph Greissing errichtet.

Das Schloss Ebenhausen steht im unterfränkischen Ebenhausen, einem Ortsteil der Gemeinde Oerlenbach im bayerischen Landkreis Bad Kissingen.
Das Schloss gehört zu den Baudenkmälern von Oerlenbach und ist unter der Nummer D-6-72-140-17 in der Bayerischen Denkmalliste registriert.

## Geschichte
Eine Burganlage bestand am Standort des jetzigen Schlosses Ebenhausen vielleicht bereits in den Anfangszeiten des Ortes Ebenhausen, doch bleibt dies Spekulation. Greifbar sind hingegen einige Mauer- wie auch mindestens drei Turmreste aus dem Spätmittelalter im Umgriff des Schlossareals. Für das Jahr 1315 ist ein Verkauf sowohl der Burg als auch des Ortes durch Heinrich IV. von Henneberg an seinen Vetter Heinrich V. von Henneberg-Hartenberg dokumentiert.
Im Jahre 1353 gelangten"burg vnd stat vnd zentt zu Ebenhusen", also die Vorgängerburg des heutigen Schlosses sowie der anlässlich des Herrschaftsübergangs mit Stadtrechten versehene Ort Ebenhausen, durch Verkauf an das Hochstift Würzburg, wo sie bis zur Säkularisation 1803 verblieben. Fürstbischof Albrecht II. von Hohenlohe (reg. 1345–1372) ließ noch im selben Jahr das würzburgische Amt Ebenhausen mit Sitz eines nun würzburgischen Centgerichts einrichten, das bis zur churbaierischen Besetzung 1802 fortbestand.
Nach dem Bauernaufstand von 1525 musste die von Zerstörungen betroffene Burg wieder aufgebaut werden.
Unter dem Würzburger Fürstbischof Julius Echter von Mespelbrunn (reg. 1573–1617) wurde in den Jahren 1587 bis 1603 ein heute noch bestehender stattlicher Getreidekasten zu drei Geschossen in nachgotischen wie auch sich bereits ankündigenden Renaissanceformen als Westflügel des ungleichmäßig vierseitigen Hofs errichtet. Echters Wappen ziert die Westwand des heute meist Schlossscheune genannten Gebäudes.
Wiederum Zerstörungen brachte der Dreißigjährige Krieg, die anfangs nur notdürftig repariert werden konnten.
Erst Fürstbischof Johann Philipp II. von Greiffenclau zu Vollraths (reg. 1699–1719) ließ den Hauptflügel an der Ostseite mit seinem repräsentativen Eingangsportal nach Ausweis der erhaltenen Baurechnungen von 1709 bis 1710 durch den Hochfürstlich Würzburgischen Stadt- und Landbaumeister Joseph Greissing neu errichten. Dem leicht unregelmäßigen Grundriss zufolge wurden dabei offenbar zumindest ältere Fundamente mit verwendet. Greissing hatte im Auftrag der Regierung für den Ebenhäuser Amtshof bereits in den Jahren 1707 und 1708 eine herrschaftliche Scheuer errichtet. Nahtlos fügt sich daran der Auftrag zum Schlossbau an, für den im Winter 1708 im hochstiftischen Mainberger Revier der umfangreiche Holzeinschlag erfolgte, so dass im Frühjahr 1709 die eigentlichen Bauarbeiten aufgenommen werden konnten und im Herbst der Schlossbau unter Dach war. Für 1710 ist der Innenausbau belegt, wovon noch einige Stuckdecken sowie ein balustergesäumtes Stiegenhaus erhalten sind. Bereits 1713 wurde Hofbaumeister Greissing wiederum nach Ebenhausen gerufen, um den vorgesehenen Platz für ein neues Schäfershaus samt Centcustodie (Amtsgefängnis) sowie für eine neue Schafscheuer zu besichtigen. Greissing nahm sogar bereits eine Absteckung des Bauplatzes vor. Aus unbekannten Gründen verzögerte sich die Umsetzung des Projekts jedoch bis 1726 und so wurde die Ausführung, Greissing war inzwischen 1721 gestorben, durch das Baubüro seines Amtsnachfolgers Balthasar Neumann begleitet. Vielleicht rührt daher die erst im 20. Jahrhundert aufgekommene, eindeutig falsche Zuschreibung des Schlosses Ebenhausen an Neumann?
Im Rahmen der Säkularisation von 1803 kam das Schloss Ebenhausen an Churbaiern. Nach dem Wegzug des für die baierische Regierung tätigen Administrators im Jahre 1804 aufgrund neuer Verwaltungsstrukturen, stand das Schloss offenbar leer. Dieser Zustand trat nach der durch ein Gemeindeverzeichnis von 1834 bekannten Nutzung durch den für das Forstamt Ebenhausen tätigen Jäger Joseph Haidt erneut ein, als auch das Forstamt aufgelöst wurde.
Bauteile beziehungsweise Einbauten des leerstehenden Schlosses wurden gestohlen und zweckentfremdet, bis 1847 Michael Schubert das Anwesen von der inzwischen eingerichteten Regierung von Unterfranken erwarb und es seitdem landwirtschaftlich genutzt wurde.
Die im Zweiten Weltkrieg durch Granattreffer an Pferdestall und Schlossscheune entstandenen Schäden konnten im Jahre 1946 repariert werden.